# Caverna Eirós

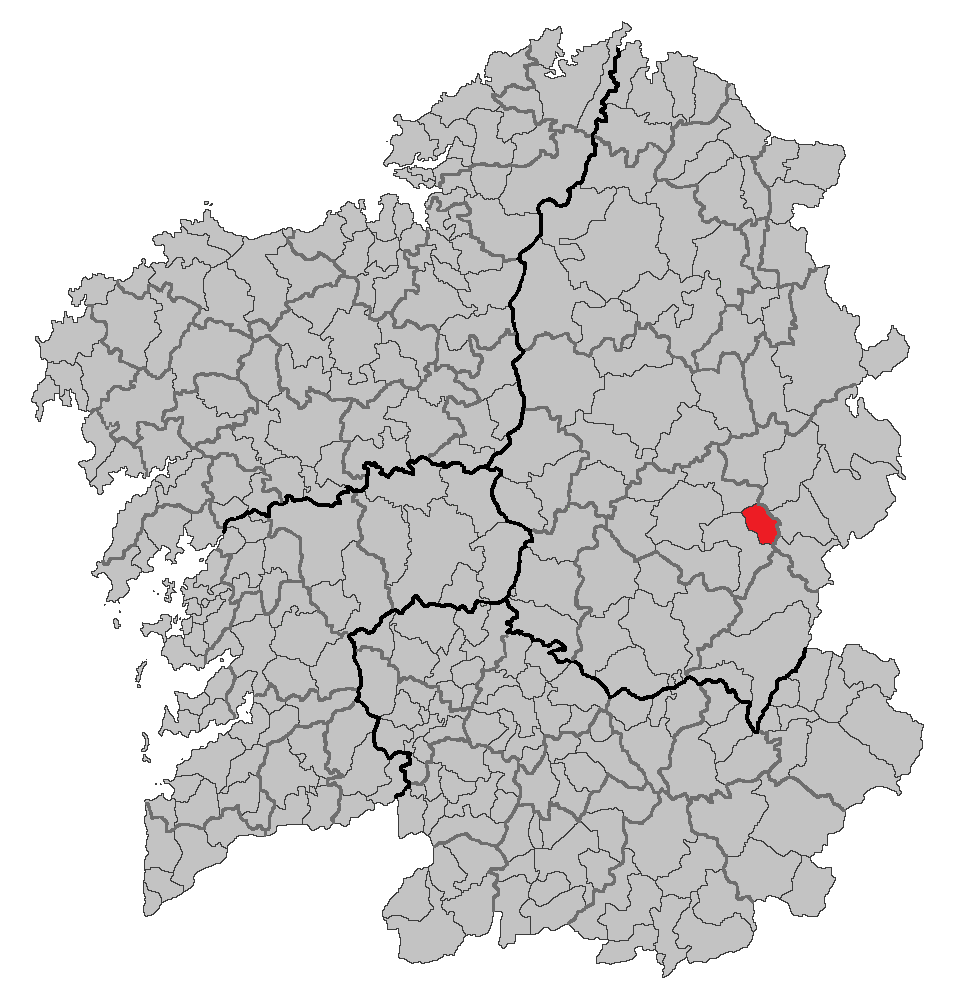
Localização do concelho de Triacastela na Galiza, onde se localiza a Caverna Eirós.

A Caverna Eirós é uma gruta natural situada na ladeira norte do monte Penedo, na Serra do Oribio entre as localidades de Cancelo e Vilavella, ambas no concelho de Triacastela, Lugo, na Galiza (Espanha).
A caverna é resultado de fenômenos cársticos sobre rocha calcária. É um sítio arqueológico que tem fornecido materiais líticos pertencentes ao Paleolítico Médio e Superior, com restos de fauna e flora da época.
Em  20 de agosto de 2012 foi publicado o achado de pinturas e gravuras rupestres que se poderiam remontar a 30 000 AP, sendo a primeira mostra de arte rupestre encontrada na Galiza, e que motivaram a sua declaração como Bem de Interesse Cultural.

## Arqueologia
A caverna de Caverna Eirós vem-se escavando desde os inícios da década de 1990. Na primeira campanha de escavações, acharam-se abundantes restos do urso das cavernas (Ursus spelaeus), e de outros mamíferos como cervos e cavalos. Nas conclusões dos estudos, apresentados em 1993, indica-se que a caverna representava o limite de expansão ocidental do Ursus spelaeus.
Nesse mesmo ano de 1993 foi iniciada uma segunda campanha, na qual se escavou na entrada, sendo descobertos cinco níveis, três deles com grande potência arqueológica. Os dois primeiros revelaram indústria lítica do Paleolítico Superior, nomeadamente realizada sobre quartzo. Uma sondagem no nível inferior indicou que poderia conter materiais mais antigos, do Paleolítico Médio.

### Paleolítico Médio
Na recente e, por enquanto, última campanha de escavações, os arqueólogos ligados às universidades de Santiago de Compostela, de Cantábria e da Rovira i Virgili, confirmaram no final do Verão de 2008, o achado de materiais líticos adscritos ao Paleolítico Médio e, portanto, ao homem de Neandertal. Os utensílios de pedra estavam trabalhados com técnica Levallois, e predomina como material base o quartzo. Encontrou-se também instrumental ósseo. Embora não se encontraram restos fósseis humanos, encontraram-se restos de fauna (cervídeos, bovídeos e ursídeos) e flora (pólen) associados. A datação inicial das descobertas fixou-se cerca de 35.000 AP.

### Enquadramento
Esta gruta, além de subministrar uma interessante indústria lítica realizada em boa medida sobre quartzo, um material difícil de trabalhar, permitirá conhecer a contorna ambiental que rodeava nessa época os neandertais do Oribio. Isto facilitará também a comparação com outros sítios coetâneos, especialmente do restante da Península Ibérica e, nomeadamente, os mais próximos.
A conservação de materiais orgânicos é devida à condição da pH básica dos terrenos calcários nos quais se localiza Caverna Eirós, o que não costuma acontecer na maior parte da Galiza, onde predominam solos ácidos, que apenas permitem a conservação de restos orgânicos.